# Strömsund (commune)
La commune de Strömsund est une commune suédoise du comté de Jämtland. 11 873 personnes y vivent. Son siège se trouve à Strömsund.

## Personnalités liées à la commune
- Kjell Espmark